# Rhizophydium sphaerotheca
Rhizophydium sphaerotheca är en svampart som beskrevs av Zopf 1887. Rhizophydium sphaerotheca ingår i släktet Rhizophydium och familjen Rhizophydiaceae.   Inga underarter finns listade i Catalogue of Life.